# Straßenbahn Dublin
Die Straßenbahn Dublin verkehrt seit dem Jahr 2004 wieder in der irischen Hauptstadt. Sie wird mit dem irischen Wort luas bezeichnet, was „Geschwindigkeit“ bedeutet. Betrieben wird die Bahn vom Nahverkehrskonzern Transdev im Auftrag der staatlichen Transport Infrastructure Ireland (TII). Sie ist Nachfolger eines Straßenbahnnetzes, das von 1872 bis 1959 in Betrieb war.
Das Netz umfasst zwei Strecken: eine rote Linie (Red Line) und eine grüne Linie (Green Line), die in der Innenstadt miteinander verbunden sind. Luas ist als Light-rail-Stadtbahnsystem konzipiert worden, das innerstädtisch vorhandene Straßen nutzt, auswärts jedoch unabhängig vom Straßenraum trassiert ist und teilweise aufgeständerte oder tiefliegende ehemalige Eisenbahnstrecken wieder nutzt.

## Geschichte

### Die erste Straßenbahn

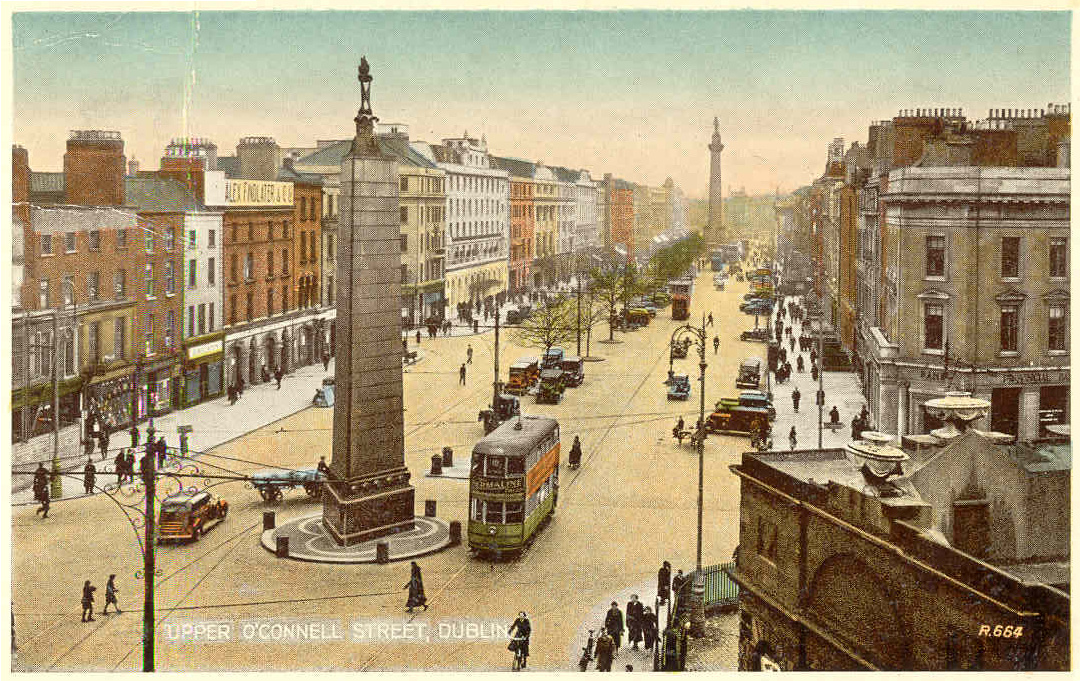
Straßenszene O’Connell Street, frühes 20. Jahrhundert

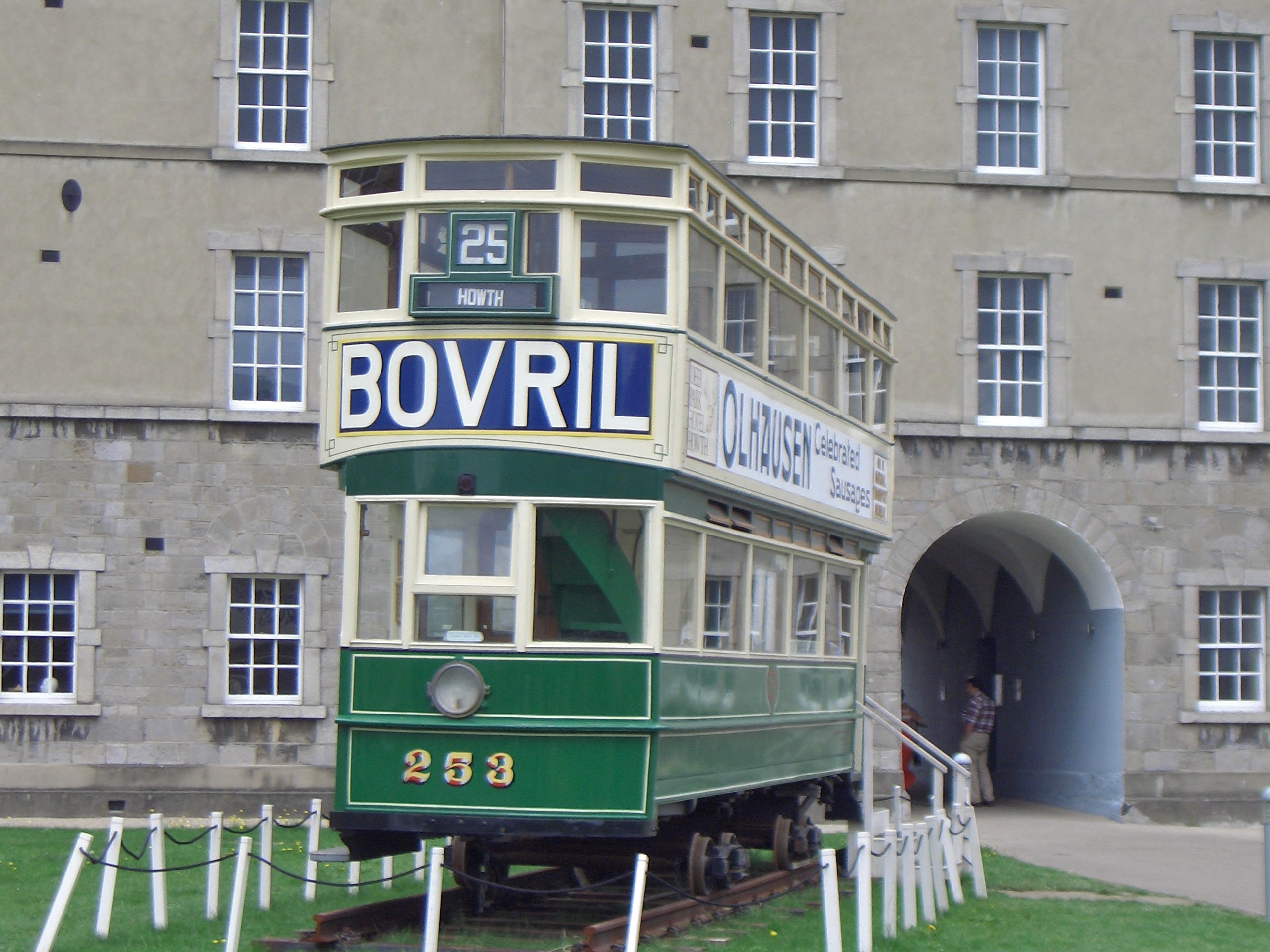
Exponat der Straßenbahngeschichte vor dem National Museum of Ireland

Luas ist das zweite Straßenbahnsystem der Stadt. Die erste Bahn wurde im Jahr 1872 als Pferdestraßenbahn mit irischer (1600 mm) Spurweite in Betrieb genommen. Sie wurde ab 1881 durch Dampfstraßenbahnbetrieb ersetzt. 1896 wurden alle Straßenbahnstrecken der Stadt in der Dublin United Trams zusammengefasst und ab 1901 auf elektrischen Betrieb umgestellt. Schon 1949 wurde in Dublin selbst die letzte Straßenbahnlinie eingestellt, in den Vororten hielt sie sich bis ins Jahr 1959.

### Die neue Straßenbahn

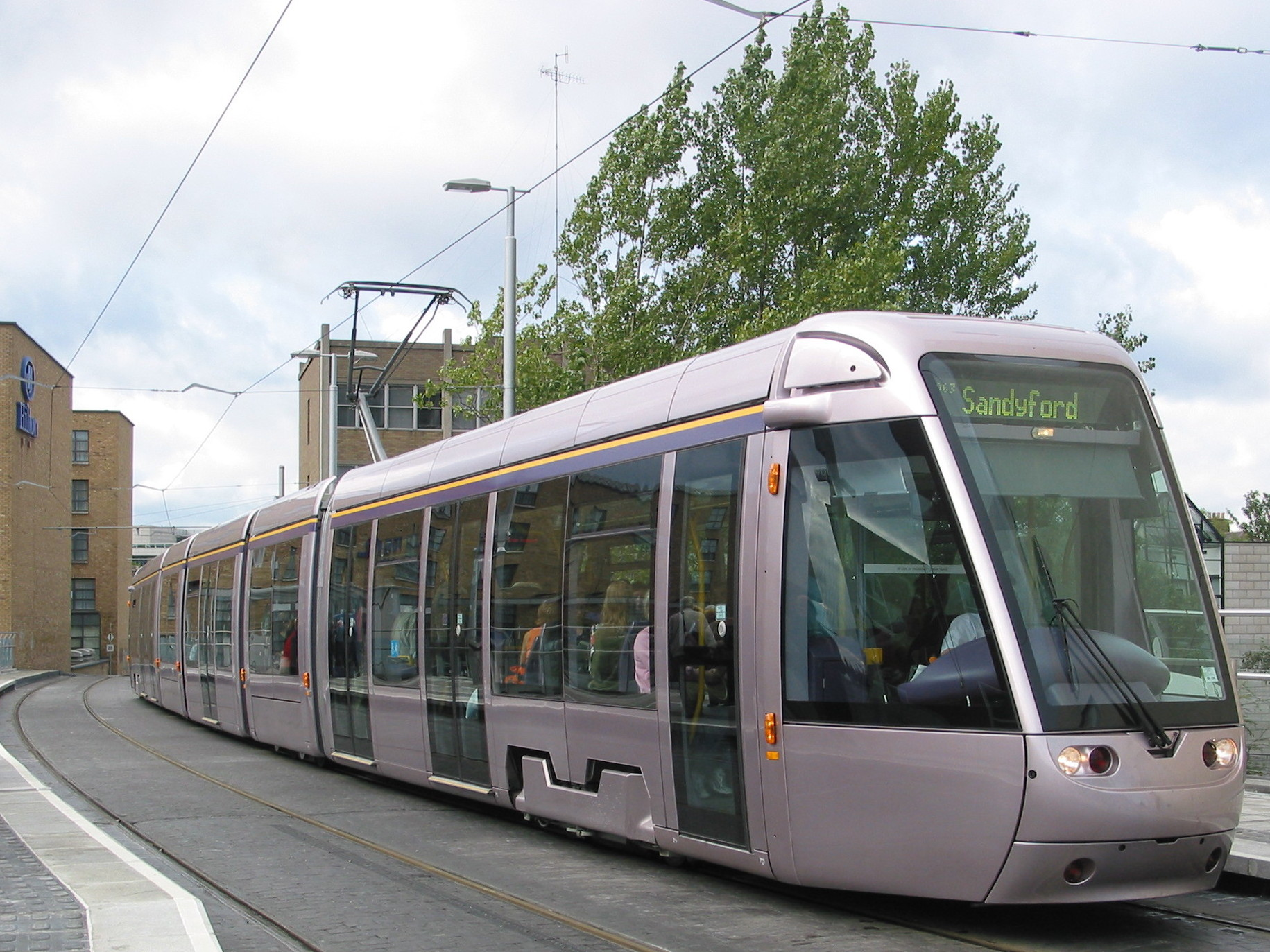
Citadis 401 an der Haltestelle Charlemont

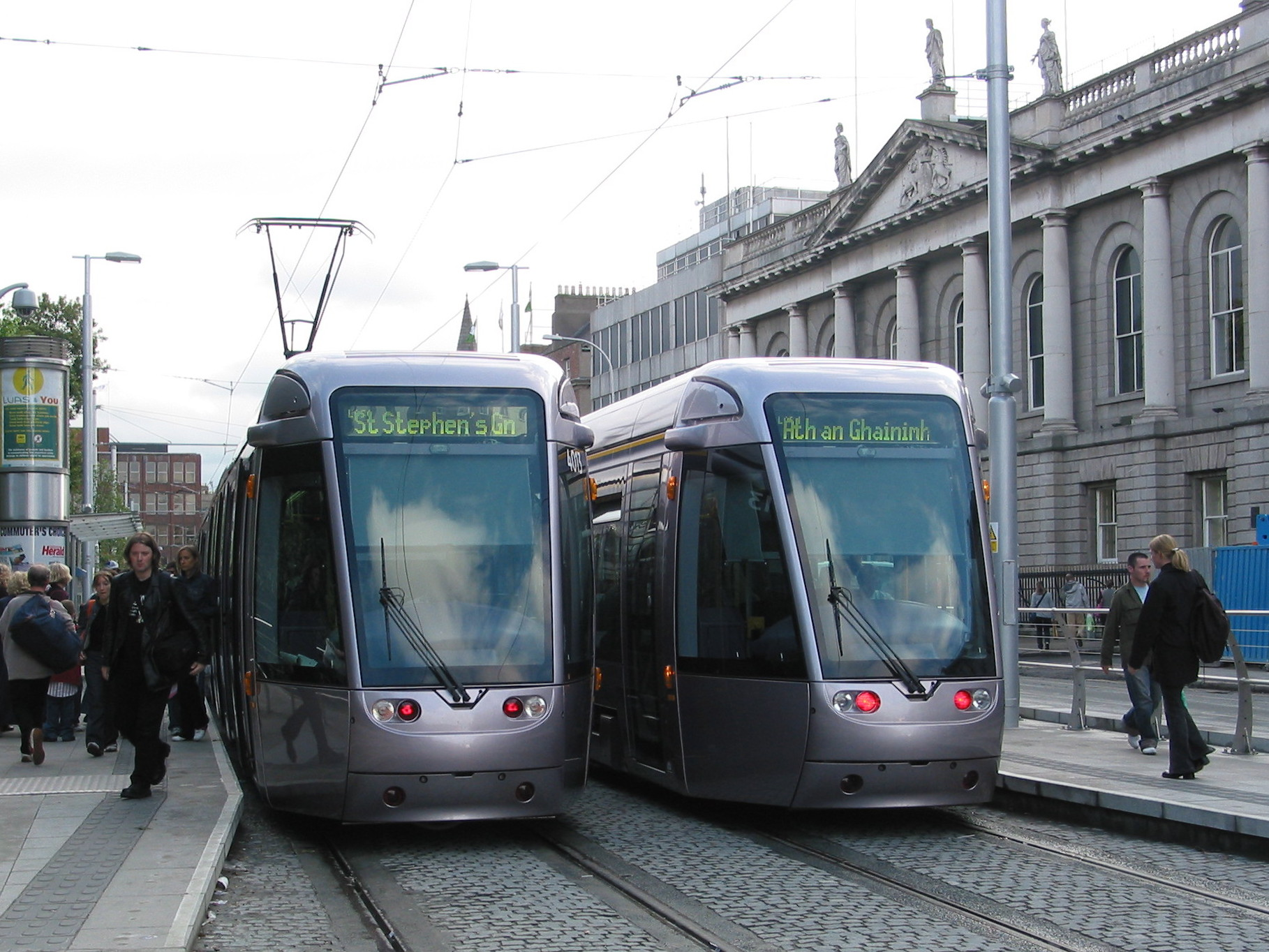
Haltestelle St Stephen’s Green station

Der Straßenbahnbetrieb wurde am 30. Juni 2004 eröffnet. Zunächst wurde die damals 9 km lange grüne Linie mit 13 Haltestellen zwischen St. Stephen’s Green und Sandyford in Betrieb genommen. Am 28. September 2004 folgte die 14 km lange rote Linie zwischen Connolly und Tallaght mit 23 Haltestellen. Die grüne Linie nutzt zum größten Teil die Trasse einer stillgelegten Vorortbahn und wurde so gebaut, dass sie bei Bedarf mit vertretbarem Aufwand in eine U-Bahn-Linie umgewandelt werden kann. Die beiden Linien hatten ursprünglich keine Verbindung untereinander und besaßen deshalb je ein eigenes Depot.
Am 8. Dezember 2009 wurde die erste Erweiterung der roten Linie in Betrieb genommen. Sie führt von Busáras über die Haltepunkte George’s Dock, Mayor Square und Spencer Dock zur Endhaltestelle The Point. Die Strecke erschließt den Finanzdistrikt in den Docklands und die Veranstaltungshalle „3Arena“ (früher „The O2“). Die Bauarbeiten für die Erweiterung begannen im Juni 2007. Etwa zwei Drittel der Züge verkehren direkt von Tallaght nach The Point und umgehen damit die bisherige Endstation Connolly.
Die beiden Strecken unterscheidet, dass auf der grünen Linie ein größeres Lichtraumprofil gewählt wurde, um einen späteren Umbau in eine U-Bahn bzw. S-Bahn zu ermöglichen. Beim Ausbau wird darauf geachtet, einen Gleisabstand von 3400 mm zu gewährleisten – für 3000 mm Wagenbreite plus 400 mm Zwischenabstand.
Die Bauarbeiten für die Verlängerung der grünen Linie von Sandyford nach Bride’s Glen (Luas Cherrywood) begannen am 26. Februar 2007, die 11 km lange Strecke mit neun Stationen wurde im Oktober 2010 in Betrieb genommen.
Außerdem wurde ein neuer Ast der roten Linie von Belgard nach Saggart (Luas Citywest) gebaut. Die Bauarbeiten für Luas Citywest begannen am 9. Februar 2009, die Eröffnung erfolgte am 2. Juli 2011.
Die neugebauten Straßenbahnstrecken sind im Gegensatz zum alten Straßenbahn- und auch zum irischen Fernbahnnetz regelspurig. Wendeschleifen gibt es nicht, die Züge kehren durch Fahrtrichtungswechsel.

### Erweiterung Cross City
Im Juni 2010 wurden Pläne zum weiteren Streckenausbau vorgelegt, darunter auch eine Verbindung zwischen der roten und grünen Linie in der Innenstadt. Die Stationen der verlängerten grünen Linie: Stephens Green – Dawson Street – Westmoreland Street – O’Connell Street/Abbey Street (Umstieg zur roten Linie) – Marlborough Street bzw. Hawkins Street (Führung der Strecke durch verschiedene (Einbahn-)Straßen) – College Street. Diese Verlängerung war in älteren Planungen nicht enthalten, stattdessen wurden Teile der Planungsstrecke BX (Luas City Centre) und der Planungsstrecke D (Luas Broombridge) an die grüne Linie angeschlossen – diese sollte in einer weiteren Verlängerung dann bis Broombridge führen (Planungstrecke BXD). Die Erweiterung sollte anfangs mit 40 m langen Zügen betrieben werden, die Strecke ist für einen Betrieb mit 53 m langen Zügen geplant worden. Die Bauarbeiten sollten noch 2010 beginnen, die Fertigstellung wurde mit 2012 angegeben. Am 10. November 2011 wurden als Sparmaßnahmen der Regierung mehrere Streckenbauten gestoppt oder verschoben. Am Bau der Verlängerung der grünen Linie nach Broombridge wurde dabei festgehalten, die Bauarbeiten begannen jedoch erst 2015.
Als Teilausbau wurde im April 2012 mit der Errichtung einer Brücke begonnen, die Marlborough Street und Hawkins Street verbindet (parallel zur O’Connell-Brücke flussabwärts). Diese dient auch der Erweiterung des Busnetzes und der Verbesserung des innerstädtischen Wegenetzes. Am 3. August 2012 wurde das Budget für den Gesamtausbau bis Broombridge freigegeben – bei den vorgeschlagenen Planungsoptionen wurde entschieden, dass die Stadtbahn auch im historischen Zentrum mit Oberleitung geführt wird, der Halt Dawson Street sollte entfallen, aber der Halt Grangegorman wurde bestätigt. Die Bauarbeiten für die „Cross-City Line“ wurden 2013 begonnen, die ersten Aufträge zum Bau der 5,6 km langen Strecke wurden vom damaligen Transportminister Leo Varadkar vergeben, das Gesamtprojekt hatte einen Umfang von 370 Millionen Euro. Die Strecke wurde termingerecht am 9. Dezember 2017 eröffnet, der direkte Übergang zur Eisenbahn an der Endstation Broombridge im Frühjahr 2018.

### Erweiterung Luas Finglas
| \| \| \| Charlestown \| \| \| \| Mellowes Park \| \| \| \| Finglas \| \| \| \| St. Helena's \| \| \| \| Tolka Valley \| \| \| \| Broombridge \| |  |               |               |
| U-Bahn-Haltepunkt / Haltestelle Streckenanfang                                                                                                  |  | Charlestown   | Charlestown   |
| U-Bahn-Haltepunkt / Haltestelle |  | Mellowes Park | Mellowes Park |
| U-Bahn-Haltepunkt / Haltestelle |  | Finglas       | Finglas       |
| U-Bahn-Haltepunkt / Haltestelle |  | St. Helena's  | St. Helena's  |
| U-Bahn-Brücke über Wasserlauf |  | Tolka Valley  | Tolka Valley  |
| U-Bahn-Haltepunkt / Haltestelle |  | Broombridge   | Broombridge   |

Mit der Eröffnung in Broombridge erhielten Bürgerinitiativen Auftrieb, die die 2015 verworfene Verlängerung nach Finglas wieder in die Planung aufnehmen wollen, um die nördlichen Bezirke von Dublin anzuschließen. So wurden die Möglichkeiten behördlich wieder bewertet, und es gab die ersten Arbeitspapiere im Oktober 2018 und Dezember 2019. Darauf folgte die Veröffentlichung möglicher Trassen und im Januar 2020 die Vorstellung einer Vorzugsvariante. Die ersten Konsultationen dazu begannen im Juli 2020.
Im ersten Vorschlag von 2020 sind vier weitere Halte geplant (St Helena’s, Finglas Village, Mellows Park und Charlestown), in deren Einzugsgebiet 30.000 Einwohner einen Fußweg von weniger als 1 km hätten. Gerade für die nördlichen Vororte wichtig wird auch ein geplanter Park+Ride mit 600 Parkplätzen an der neuen Endstation Charlestown.
Mitte 2023 waren zwar bereits mehrere Millionen Euro für Vorplanung, Bürgerbeteiligung und Vorarbeiten ausgegeben worden, im Nationalen Entwicklungsplan waren bis 2030 jedoch noch kein Budget für das eigentliche Bauprojekt ausgewiesen. Im Zwischenbericht des Planungsgremiums An Bord Pleanála Ende 2023 wurde weiterhin von einer Umsetzung des Projekts ausgegangen. Mitte 2024 wurde ein Zieldatum für die Fertigstellung der Erweiterung zwischen 2028 und 2032 bekanntgegeben. Bewerbungen für den Bau können bis Juni 2025 eingereicht werden, der Vertrag soll bis November 2025 vergeben werden.

## Fahrzeuge

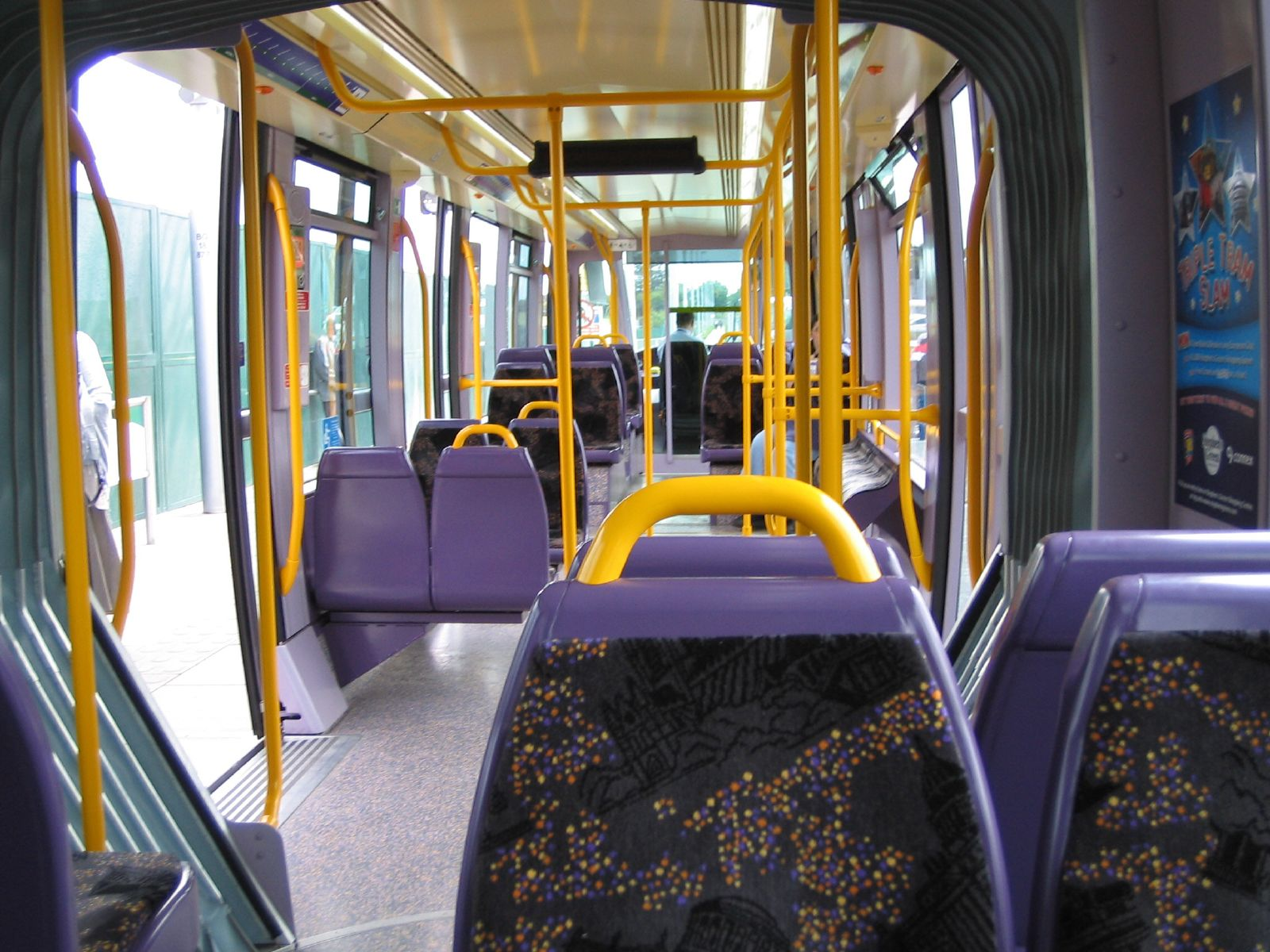
Innenraum eines Straßenbahnzuges – teilweise gibt es vier Sitze nebeneinander

Die Ausschreibung für die neu zu beschaffenden Fahrzeuge gewann 1999 Alstom mit seiner Bauart Citadis 300. Die Bestellung umfasste 20 Einheiten mit einer Option auf 14 weitere. Diese Fahrzeuge sind 2,40 m breit und 30 m lang, sie fassen 170 Fahrgäste. Sämtliche Einheiten sind Zweirichtungswagen. Die erste Auslieferung erfolgte im November 2001. 2000 wurde entschieden, für die grüne Linie 14 längere Einheiten zu bestellen und erweiterte die Bestellung der kürzeren auf 26 Einheiten. Die längeren Wagen wurden ab 2002 geliefert.
Der Fahrzeugpark bestand bei der Eröffnung zunächst aus 40 Niederflur-Straßenbahnwagen der Typen Citadis 301, dreiteilig und 30 Meter lang für die rote sowie Citadis 401, 40 Meter lang und fünfteilig für die grüne Linie. Sie wurden in La Rochelle, Frankreich, gebaut. Die Fahrzeuge sind für den Betrieb mit 750 Volt Gleichspannung aus der  Oberleitung ausgelegt.
Die erste Generation der Citadis (301 und 401) ist zu etwa 70 % niederflurig, die Endteile laufen auf Drehgestellen. 2007 begann man mit dem Umbau der dreiteiligen Citadis 301 der roten Linie in fünfteilige Citadis 401, indem zwei weitere Module zugefügt wurden (dies wurde auch von anderen Abnehmern der ersten Generation der Citadis so gehandhabt, etwa in Montpellier). Der letzte Triebwagen wurde im Juni 2008 verlängert. Alle Wagen der ersten Beschaffung können so auf beiden Linien eingesetzt werden.
Parallel zur Verlängerung auf Citadis 401 wurde eine Bestellung für die zweite Generation der Citadis 402 ausgelöst. Im ersten Abruf 2007 waren dies 18 Einheiten, mit der Option auf weitere 8 Einheiten, die Ende 2008 eingelöst wurde. Das erste Los wurde ab 2009 geliefert, das zweite Los bis 2010. Diese 43 m langen Einheiten sind durchgehend niederflurig, jedoch erforderte das den Einsatz von steifachsigen Losradlaufgestellen auch unter den Endteilen. Sie wurden im Jahre 2009 geliefert. Die Baureihe 402 kann bei Bedarf auf beiden Strecken eingesetzt werden, die gelieferten Wagen fahren jedoch bisher nur auf der grünen Strecke. Dagegen wurden die Wagen der Baureihe 401 von der grünen auf die rote Linie verlegt.
Für die Erweiterung nach Broombridge (grüne Linie ab 2017) wurde seit 2014 die Beschaffung von zehn zusätzlichen Wagen geplant. Die Bestellung 2015 umfasste dann sieben zusätzliche Einheiten, diese werden jedoch von vorneherein neunteilig mit einer Länge von 54,6 m geliefert. In den Planunterlagen für den neuen Cross-City-Abschnitt sind die Bahnsteige der grünen Linie bereits auf die längeren Züge ausgelegt, auf dem ältesten Abschnitt zwischen St. Stephen’s Green und Sandyford werden nicht ausreichende Bahnsteige noch vor der Lieferung verlängert (ohne Aussage zu den Bahnsteigen hinter Sandyford bis ins Umland). Die Auslieferung begann Mitte November 2017 und wurde bis zur Eröffnung Anfang Dezember 2017 abgeschlossen.
Mit der Eröffnung der Verlängerung der grünen Linie wurden Planungen angekündigt, dort durchgehend längere Züge einzusetzen. Dazu sollen 26 Einheiten auf 55 m verlängert werden, darüber hinaus werden acht weitere lange Wagen beschafft. Diese sollen zwischen 2018 und 2022[veraltet] in Betrieb genommen werden, und die erwartete Erhöhung des Fahrgastaufkommens auffangen. Der Umbau der bisherigen Einheiten begann im Oktober 2019. Die erste der acht neuen Einheiten wurde ab Juli 2020 eingesetzt.
| Beschluss              | Bestellt | Geliefert | Citadis 301 | Citadis 401     | Citadis 402 | Citadis 502 |
| ---------------------- | -------- | --------- | ----------- | --------------- | ----------- | ----------- |
| Rote Linie             | 1999     | 2004      | 20          |                 |             |             |
| Grüne Linie            | 2000     | 2004      | 6           | 14              |             |             |
| Umbau auf 401          | 2007     | 2008      | −26         | +26             |             |             |
| Bestellung 402         | 2007     | 2009      |             |                 | 18          |             |
| Erste Option 402       | 2008     | 2010      |             |                 | 8           |             |
| Erweiterung Cross City | 2015     | 2017      |             |                 |             | 7           |
| Verlängerung auf 55 m  | 2018     | 2022      |             |                 | −26         | +26         |
| Erweiterung mit 502    | 2018     | 2022      |             |                 |             | 8           |
| Gesamtbestand          |          | geplant   |             | 40              |             | 41          |
| Fahrzeugnummern        |          |           | 3001–26     | 4001–14 3001–26 | 5001–26     |             |

## Fahrgastzahlen
Die Fahrgastzahlen liegen bei etwa 25 Millionen Fahrten pro Jahr (50 Mio. bis 2006, 28,4 Mio. 2007, 27,4 Mio. 2008). Der Betrieb kommt ohne Subventionen aus – statt der erwarteten 2,5 Mio. Euro Defizit wurde schon 2004 ein Überschuss von knapp 0,7 Mio. Euro erreicht, der bis 2007 auf knapp 1,0 Mio. Euro stieg.
| Jahr | Passagiere |
| ---- | ---------- |
| 2005 | 22 Mio     |
| 2006 | 26 Mio     |
| 2007 | 28,4 Mio   |
| 2008 | 27,4 Mio   |
| 2009 | 25,4 Mio   |
| 2010 | 27,4 Mio   |
| 2011 | 29,06 Mio  |
| 2012 | 29,4 Mio   |
| 2013 | 30,5 Mio   |
| 2014 | 32,4 Mio   |
| 2015 | 34,6 Mio   |
| 2016 | 34,2 Mio   |
| 2017 | 37,6 Mio   |
| 2018 | 41,8 Mio   |
| 2019 | 48,1 Mio   |
| 2020 | 19,2 Mio   |
| 2021 | 19,5 Mio   |
| 2022 | 38,7 Mio   |

## Tarife

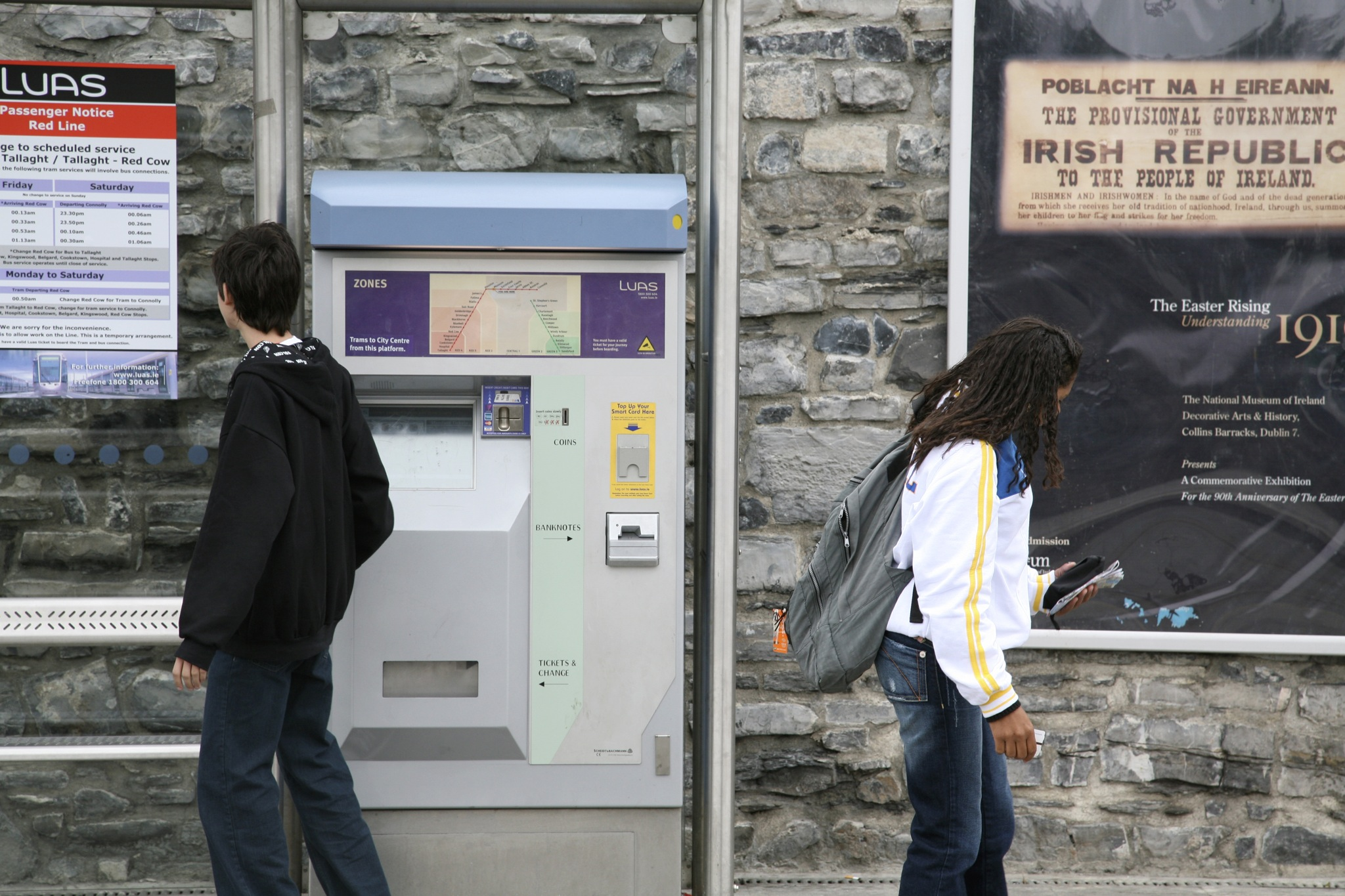
Fahrkartenautomat an einer Luas-Haltestelle

Alle Fahrkarten für die Straßenbahn müssen vor Antritt der Fahrt gekauft werden. Dazu gibt es an jeder Haltestelle einen Automaten. Neben Bargeld werden die gängigen Debit- und Kreditkarten akzeptiert.
Die Einzelfahrkarten haben die Form einer Kreditkarte mit einem Magnetstreifen auf der Rückseite, jedoch wird dieser beim Einstieg nicht geprüft. Stattdessen gilt eine Zeitbegrenzung von 90 min nach dem Fahrkartenkauf, die Endzeit ist aufgedruckt (valid until). Die Fahrkarten entspricht denen des Dublin Area Rapid Transit mit ihren Zugangssperren.
Es gibt in Dublin keinen Verbundtarif, jedoch darf zwischen der Roten und Grünen Linie umgestiegen werden. An den Automaten werden auch „Combi-Tickets“ angeboten, die einen Umstieg in Buslinien oder die DART S-Bahn erlauben, je nachdem, was ausgewählt wurde.
Die Linien sind in Zonen eingeteilt. Aushänge informieren, welche Stationen zu welcher Zone gehören. Der Tarif richtet sich nach den befahrenen Zonen, vom Stadtrand bis zum Zentrum sind es meist fünf Zonen. Bei Nutzung von mehr als fünf Zonen verbleibt der Maximaltarif entsprechend dem Wert von fünf Zonen.
An den Automaten können auch Tages-, Wochen- (sieben Tage) und Monatskarten (30 Tage) gekauft werden. Außerdem können einige personalisierte Fahrkarten erworben werden – bei diesen muss die Ausweisnummer des Nutzers eingetragen werden, um die Weitergabe auszuschließen.
Als Zeitkartenersatz ist auch der Erwerb einer „Leap-Smartcard“ möglich. Die Leap-Smartcard ist ein Prepaid-System mit einem Mindestaufladebetrag von fünf Euro. In allen öffentlichen Verkehrsmitteln gibt es Lesegeräte für die Leap-Smartcard, die kontaktlos durch Dranhalten benutzt werden. Bei Zustieg wird die Leap-Karte als Ticket damit aktiviert (tap on) und durch Dranhalten vor dem Verlassen (tap off) wird der passende Betrag abgezogen. Die damit abgerechneten Einzelfahrkarten sind günstiger als die Papierfahrkarten, außerdem existieren Maximalwerte für die ÖPNV-Benutzung (capping) von 10 € pro Tag und 40 € pro Woche. Außerdem gibt es bei Wechsel der Verkehrsmittel innerhalb von 90 Minuten nach Fahrtantritt einen Preisnachlass von einem Euro auf die Anschlusskarte. Die LEAP-Smartcard kann an Luas-Automaten aufgeladen, jedoch nicht dort erworben werden. Die Leap-Karten sind mindestens an allen DART Stationen sowie einigen Shops in der Nähe von Haltestellen erhältlich. Sie kosten 10 Euro und enthalten dann einen Verfügungsbetrag von 5 Euro.
Der Preisunterschied für Einzelfahrten zwischen verkehrsschwachen (off-peak) und -starken Zeiten (peak) ist mit etwa 150 % bei Luas deutlich (Stand 2018 für eine Zone: 1,44 zu 2,10). Starkverkehr zählt bei Luas zwischen 7 und 10 Uhr morgens sowie 16 und 19 Uhr abends. Kinder bis 4 Jahren fahren kostenfrei, und von 5 bis 15 Jahren zu einem ermäßigten Tarif (ohne peak/off-peak-Unterscheidung). Einzelfahrscheine können ansonsten nicht weiter reduziert erworben werden, Studenten und Rentner erhalten stattdessen Monatskarten. Weder ein Studentenausweis noch ein Behindertenausweis berechtigen selbst zum Erwerb, sondern es muss jeweils ein Antrag eingereicht und amtlich bestätigt werden, um einen Travelpass ausgehändigt zu bekommen.

## Linien

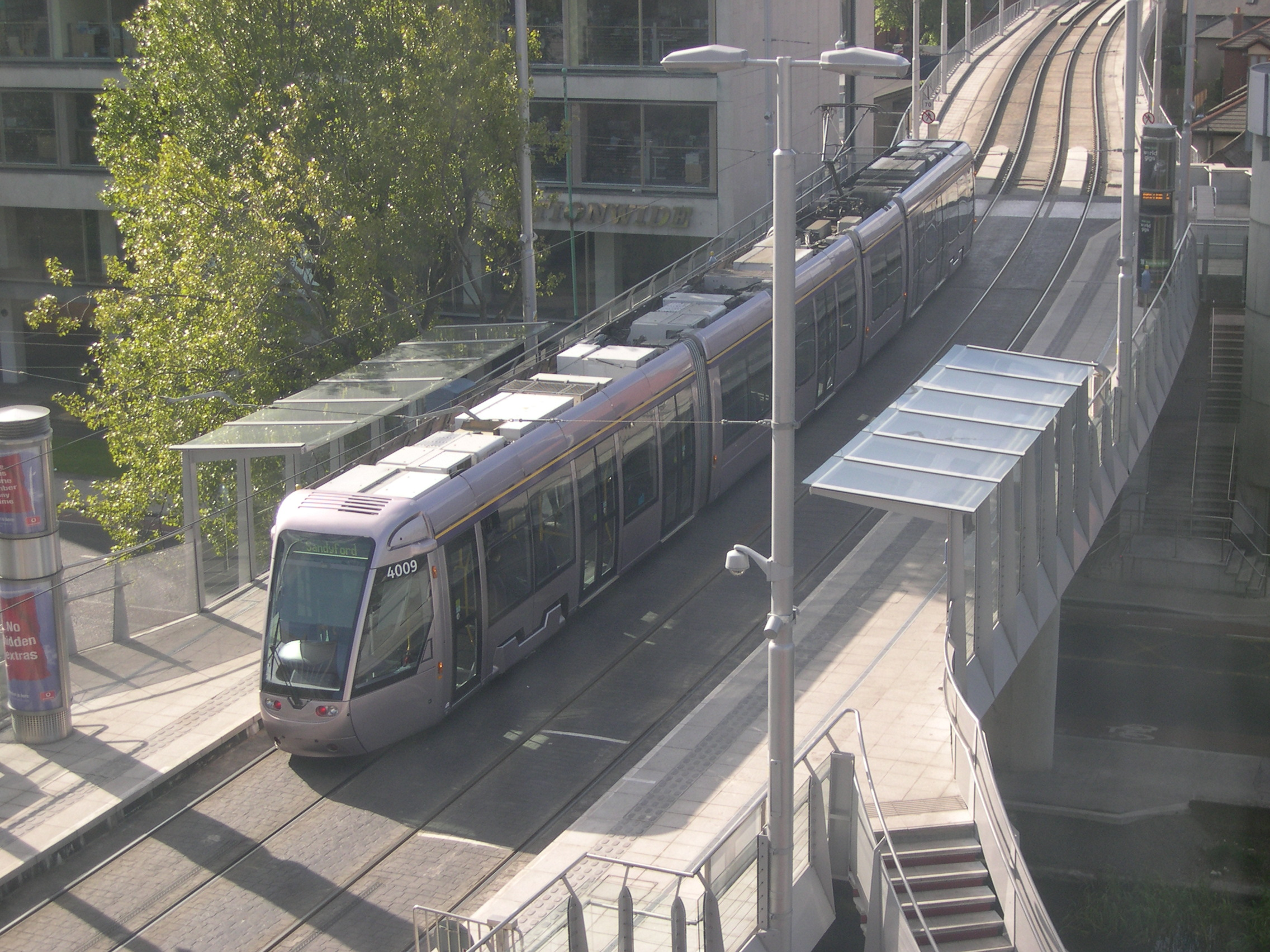
Hochstrecke Bahnhof Charlemont

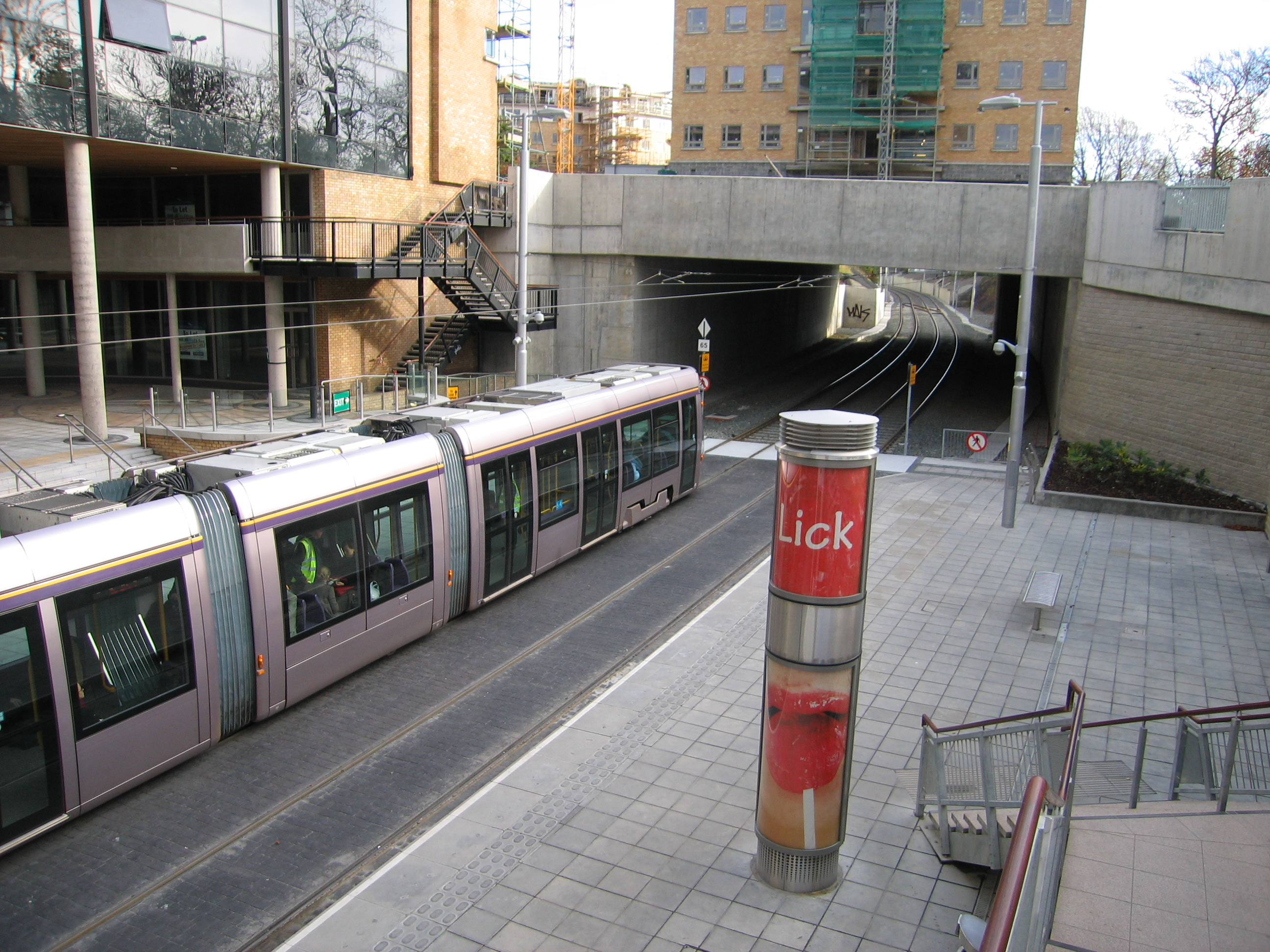
Tiefstrecke Bahnhof Balally

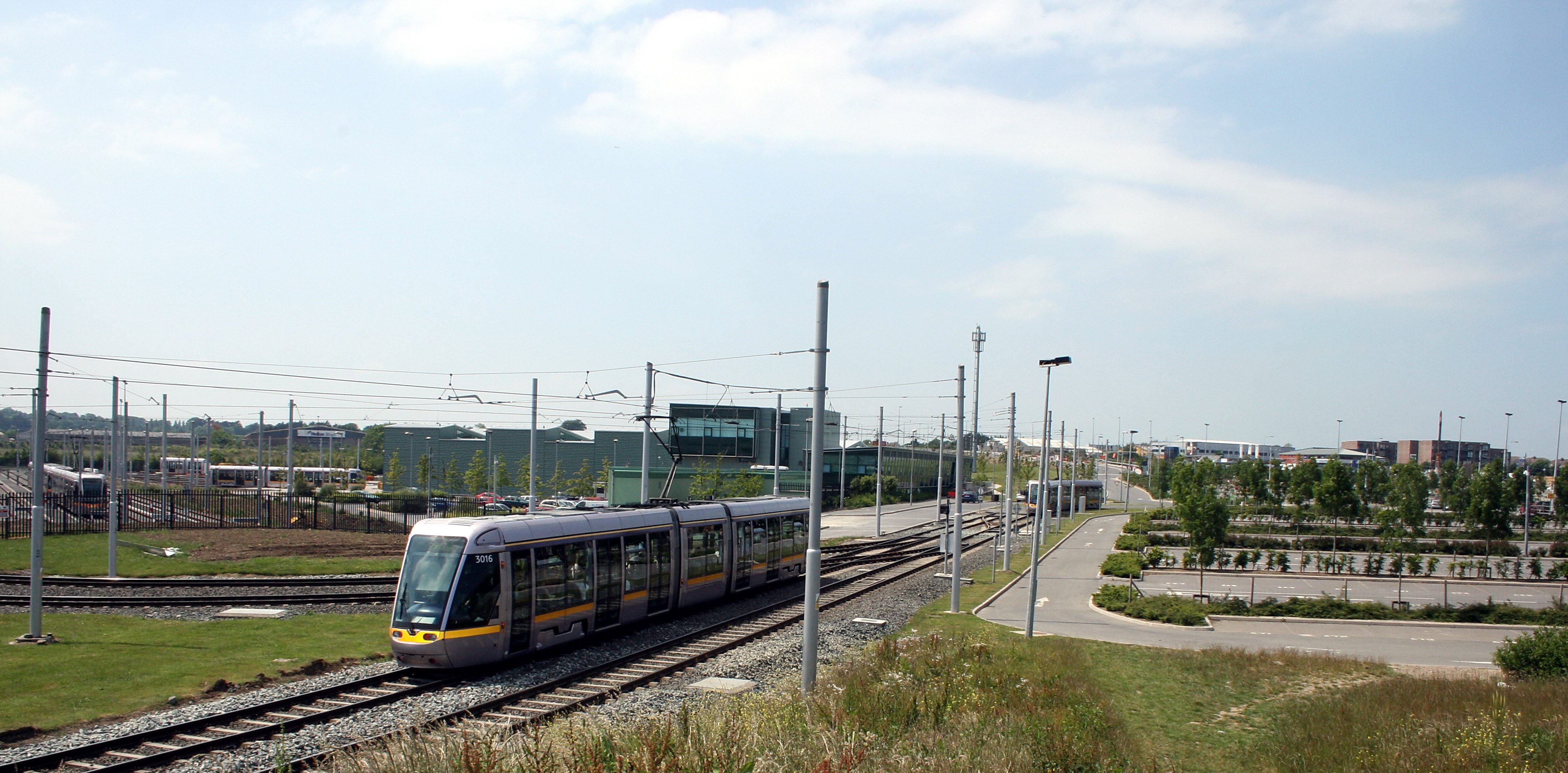
Red Cow Depot

Zu verkehrsstarken Zeiten fahren die Linien auf der Innenstadtstrecke einen Takt von fünf Minuten, der insbesondere auf der grünen Linie durch Verstärkerfahrten noch verdichtet wird. Auf den Außenästen der roten Linie besteht zu verkehrsstarken Zeiten ein Grundtakt von zehn Minuten, der in verkehrsschwachen Zeiten bis auf 20 Minuten ausgedünnt wird. Auf der grünen Linie herrscht zu verkehrsstarken Zeiten bis Sandyford ein Grundtakt von fünf und auf dem südlichen Außenast dann zehn Minuten. In verkehrsschwachen Zeiten wird der Grundtakt auf der grünen Linie auf 7,5 Minuten beziehungsweise 15 Minuten verlängert. Die Reisezeit auf der grünen Linie beträgt bei 22 Stationen 40 Minuten. Auf der roten Linie werden 32 Stationen bedient; hier beträgt die Fahrzeit 53 Minuten.
| \| \| \| Broombridge Droichead Broome \| \| \| \| \| \| \| \| \| \| \| \| \| \| \| Depot Broombridge \| \| \| \| \| \| \| \| \| \| Cabra Cabrach \| \| \| \| \| Phibsborough Baile Phib \| \| \| \| \| Grangegorman Gráinsearch Ghormain \| \| \| \| \| \| \| \| \| \| Broadstone – DIT An Chloch Leathan ITBhÁC \| \| \| \| \| Dominick Doiminic \| \| \| \| \| \| \| \| \| \| Parnell \| \| \| \| \| O’Connell Upper Ó Conaill Uachtarach \| \| \| \| \| O’Connell – GPO Ó Conaill – AOP \| \| \| \| \| Marlborough Maoilbhríde \| \| \| \| \| Abbey Street Red Line \| \| \| \| \| Liffey \| \| \| \| \| Westmoreland \| \| \| \| \| Trinity An Tríonóid \| \| \| \| \| \| \| \| \| \| Dawson Dásain \| \| \| \| \| Kehrgleis \| \| \| \| \| St. Stephen’s Green Faiche Stiabhna \| \| \| \| \| Harcourt Sráid Fhearchair \| \| \| \| \| Grand Canal \| \| \| \| \| Charlemont \| \| \| \| \| Ranelagh Raghnallach \| \| \| \| \| \| \| \| \| \| Beechwood Coill na Feá \| \| \| \| \| Cowper \| \| \| \| \| Milltown Baile an Mhuilinn \| \| \| \| \| River Dodder \| \| \| \| \| Windy Arbour Na Glasáin \| \| \| \| \| Dundrum Road \| \| \| \| \| Dundrum Dún Droma \| \| \| \| \| \| \| \| \| \| Balally Baile Amhlaoibh \| \| \| \| \| \| \| \| \| \| Kilmacud Cill Mochuda \| \| \| \| \| Stillorgan Stigh Lorgan \| \| \| \| \| Sandyford Áth an Ghainimh \| \| \| \| \| \| \| \| \| \| Depot Sandyford \| \| \| \| \| Central Park An Pháirc Láir \| \| \| \| \| Motorway M50 \| \| \| \| \| Glencairn Gleann an Chairn \| \| \| \| \| The Gallops An Eachrais \| \| \| \| \| Leopardstown Valley Gleann Bhaile na Lobhar \| \| \| \| \| Ballyogan Wood Coill Bhaile Uí Ógáin \| \| \| \| \| Motorway M50 \| \| \| \| \| Racecourse An Ráschúrsa, außer Betrieb \| \| \| \| \| Carrickmines Carraig Mhaighin \| \| \| \| \| Brennanstown Baile Uí Bhraonáin, außer Betrieb \| \| \| \| \| \| \| \| \| \| Laughanstown Baile an Locháin \| \| \| \| \| Cherrywood Coill na Silíní \| \| \| \| \| Wyattville Link Road \| \| \| \| \| Bride’s Glen Gleann Bhríde \| \| |  |                                                |                                                |
| U-Bahn-Kopfbahnhof Streckenanfang |  | Broombridge Droichead Broome                   | Broombridge Droichead Broome                   |
| |  |                                                |                                                |
| |  |                                                |                                                |
| U-Bahn-Dienststation / Betriebs- oder Güterbahnhof · U-Bahn-Strecke |  | Depot Broombridge                              | Depot Broombridge                              |
| |  |                                                |                                                |
| U-Bahn-Haltepunkt / Haltestelle |  | Cabra Cabrach                                  | Cabra Cabrach                                  |
| U-Bahn-Haltepunkt / Haltestelle |  | Phibsborough Baile Phib                        | Phibsborough Baile Phib                        |
| U-Bahn-Haltepunkt / Haltestelle |  | Grangegorman Gráinsearch Ghormain              | Grangegorman Gráinsearch Ghormain              |
| U-Bahn-Tunnel |  |                                                |                                                |
| U-Bahn-Haltepunkt / Haltestelle |  | Broadstone – DIT An Chloch Leathan ITBhÁC      | Broadstone – DIT An Chloch Leathan ITBhÁC      |
| U-Bahn-Haltepunkt / Haltestelle |  | Dominick Doiminic                              | Dominick Doiminic                              |
| U-Bahn-Strecke von links · U-Bahn-Abzweig geradeaus, nach rechts und von rechts |  |                                                |                                                |
| U-Bahn-Strecke geradeaus · U-Bahn-Bahnhof |  | Parnell                                        | Parnell                                        |
| U-Bahn-Bahnhof · U-Bahn-Strecke |  | O’Connell Upper Ó Conaill Uachtarach           | O’Connell Upper Ó Conaill Uachtarach           |
| U-Bahn-Bahnhof · U-Bahn-Strecke |  | O’Connell – GPO Ó Conaill – AOP                | O’Connell – GPO Ó Conaill – AOP                |
| U-Bahn-Strecke geradeaus · U-Bahn-Bahnhof |  | Marlborough Maoilbhríde                        | Marlborough Maoilbhríde                        |
| U-Bahn-Kreuzung · U-Bahn-Haltepunkt / Haltestelle quer · U-Bahn-Kreuzung |  | Abbey Street Red Line                          | Abbey Street Red Line                          |
| U-Bahn-Brücke über Wasserlauf · U-Bahn-Brücke über Wasserlauf |  | Liffey                                         | Liffey                                         |
| U-Bahn-Bahnhof · U-Bahn-Strecke |  | Westmoreland                                   | Westmoreland                                   |
| U-Bahn-Strecke geradeaus · U-Bahn-Bahnhof |  | Trinity An Tríonóid                            | Trinity An Tríonóid                            |
| |  |                                                |                                                |
| U-Bahn-Haltepunkt / Haltestelle |  | Dawson Dásain                                  | Dawson Dásain                                  |
| U-Bahn-Abzweig geradeaus und von links |  | Kehrgleis                                      | Kehrgleis                                      |
| U-Bahn-Haltepunkt / Haltestelle |  | St. Stephen’s Green Faiche Stiabhna            | St. Stephen’s Green Faiche Stiabhna            |
| U-Bahn-Haltepunkt / Haltestelle |  | Harcourt Sráid Fhearchair                      | Harcourt Sráid Fhearchair                      |
| U-Bahn-Strecke unter Wasserlauf Anfang Hochstrecke |  | Grand Canal                                    | Grand Canal                                    |
| U-Bahn-Haltepunkt / Haltestelle |  | Charlemont                                     | Charlemont                                     |
| U-Bahn-Haltepunkt / Haltestelle |  | Ranelagh Raghnallach                           | Ranelagh Raghnallach                           |
| U-Bahn-Strecke Ende Hochstrecke |  |                                                |                                                |
| U-Bahn-Haltepunkt / Haltestelle |  | Beechwood Coill na Feá                         | Beechwood Coill na Feá                         |
| U-Bahn-Haltepunkt / Haltestelle |  | Cowper                                         | Cowper                                         |
| U-Bahn-Haltepunkt / Haltestelle |  | Milltown Baile an Mhuilinn                     | Milltown Baile an Mhuilinn                     |
| U-Bahn-Brücke über Wasserlauf |  | River Dodder                                   | River Dodder                                   |
| U-Bahn-Haltepunkt / Haltestelle |  | Windy Arbour Na Glasáin                        | Windy Arbour Na Glasáin                        |
| |  | Dundrum Road                                   |                                                |
| U-Bahn-Haltepunkt / Haltestelle Ende Hochstrecke |  | Dundrum Dún Droma                              | Dundrum Dún Droma                              |
| U-Bahn-Tunnel |  |                                                |                                                |
| U-Bahn-Haltepunkt / Haltestelle |  | Balally Baile Amhlaoibh                        | Balally Baile Amhlaoibh                        |
| U-Bahn-Tunnel |  |                                                |                                                |
| U-Bahn-Haltepunkt / Haltestelle |  | Kilmacud Cill Mochuda                          | Kilmacud Cill Mochuda                          |
| U-Bahn-Haltepunkt / Haltestelle |  | Stillorgan Stigh Lorgan                        | Stillorgan Stigh Lorgan                        |
| U-Bahn-Bahnhof |  | Sandyford Áth an Ghainimh                      | Sandyford Áth an Ghainimh                      |
| |  |                                                |                                                |
| U-Bahn-Strecke · U-Bahn-Betriebs-/Güterbahnhof Streckenende |  | Depot Sandyford                                | Depot Sandyford                                |
| U-Bahn-Haltepunkt / Haltestelle |  | Central Park An Pháirc Láir                    | Central Park An Pháirc Láir                    |
| |  | Motorway M50                                   |                                                |
| U-Bahn-Haltepunkt / Haltestelle |  | Glencairn Gleann an Chairn                     | Glencairn Gleann an Chairn                     |
| U-Bahn-Haltepunkt / Haltestelle |  | The Gallops An Eachrais                        | The Gallops An Eachrais                        |
| U-Bahn-Haltepunkt / Haltestelle |  | Leopardstown Valley Gleann Bhaile na Lobhar    | Leopardstown Valley Gleann Bhaile na Lobhar    |
| U-Bahn-Haltepunkt / Haltestelle |  | Ballyogan Wood Coill Bhaile Uí Ógáin           | Ballyogan Wood Coill Bhaile Uí Ógáin           |
| |  | Motorway M50                                   |                                                |
| ehemaliger U-Bahn-Haltepunkt / Haltestelle |  | Racecourse An Ráschúrsa, außer Betrieb         | Racecourse An Ráschúrsa, außer Betrieb         |
| U-Bahn-Haltepunkt / Haltestelle |  | Carrickmines Carraig Mhaighin                  | Carrickmines Carraig Mhaighin                  |
| ehemaliger U-Bahn-Haltepunkt / Haltestelle |  | Brennanstown Baile Uí Bhraonáin, außer Betrieb | Brennanstown Baile Uí Bhraonáin, außer Betrieb |
| U-Bahn-Tunnel |  |                                                |                                                |
| U-Bahn-Haltepunkt / Haltestelle |  | Laughanstown Baile an Locháin                  | Laughanstown Baile an Locháin                  |
| U-Bahn-Haltepunkt / Haltestelle |  | Cherrywood Coill na Silíní                     | Cherrywood Coill na Silíní                     |
| |  | Wyattville Link Road                           |                                                |
| U-Bahn-Kopfbahnhof Streckenende |  | Bride’s Glen Gleann Bhríde                     | Bride’s Glen Gleann Bhríde                     |

| U-Bahn-Kopfbahnhof Streckenanfang                                               |  | Broombridge Droichead Broome                   | Broombridge Droichead Broome                   |
|                                                                                 |  |                                                |                                                |
|                                                                                 |  |                                                |                                                |
| U-Bahn-Dienststation / Betriebs- oder Güterbahnhof · U-Bahn-Strecke             |  | Depot Broombridge                              | Depot Broombridge                              |
|                                                                                 |  |                                                |                                                |
| U-Bahn-Haltepunkt / Haltestelle                                                 |  | Cabra Cabrach                                  | Cabra Cabrach                                  |
| U-Bahn-Haltepunkt / Haltestelle                                                 |  | Phibsborough Baile Phib                        | Phibsborough Baile Phib                        |
| U-Bahn-Haltepunkt / Haltestelle                                                 |  | Grangegorman Gráinsearch Ghormain              | Grangegorman Gráinsearch Ghormain              |
| U-Bahn-Tunnel                                                                   |  |                                                |                                                |
| U-Bahn-Haltepunkt / Haltestelle                                                 |  | Broadstone – DIT An Chloch Leathan ITBhÁC      | Broadstone – DIT An Chloch Leathan ITBhÁC      |
| U-Bahn-Haltepunkt / Haltestelle                                                 |  | Dominick Doiminic                              | Dominick Doiminic                              |
| U-Bahn-Strecke von links · U-Bahn-Abzweig geradeaus, nach rechts und von rechts |  |                                                |                                                |
| U-Bahn-Strecke geradeaus · U-Bahn-Bahnhof                                       |  | Parnell                                        | Parnell                                        |
| U-Bahn-Bahnhof · U-Bahn-Strecke                                                 |  | O’Connell Upper Ó Conaill Uachtarach           | O’Connell Upper Ó Conaill Uachtarach           |
| U-Bahn-Bahnhof · U-Bahn-Strecke                                                 |  | O’Connell – GPO Ó Conaill – AOP                | O’Connell – GPO Ó Conaill – AOP                |
| U-Bahn-Strecke geradeaus · U-Bahn-Bahnhof                                       |  | Marlborough Maoilbhríde                        | Marlborough Maoilbhríde                        |
| U-Bahn-Kreuzung · U-Bahn-Haltepunkt / Haltestelle quer · U-Bahn-Kreuzung        |  | Abbey Street Red Line                          | Abbey Street Red Line                          |
| U-Bahn-Brücke über Wasserlauf · U-Bahn-Brücke über Wasserlauf                   |  | Liffey                                         | Liffey                                         |
| U-Bahn-Bahnhof · U-Bahn-Strecke                                                 |  | Westmoreland                                   | Westmoreland                                   |
| U-Bahn-Strecke geradeaus · U-Bahn-Bahnhof                                       |  | Trinity An Tríonóid                            | Trinity An Tríonóid                            |
|                                                                                 |  |                                                |                                                |
| U-Bahn-Haltepunkt / Haltestelle                                                 |  | Dawson Dásain                                  | Dawson Dásain                                  |
| U-Bahn-Abzweig geradeaus und von links                                          |  | Kehrgleis                                      | Kehrgleis                                      |
| U-Bahn-Haltepunkt / Haltestelle                                                 |  | St. Stephen’s Green Faiche Stiabhna            | St. Stephen’s Green Faiche Stiabhna            |
| U-Bahn-Haltepunkt / Haltestelle                                                 |  | Harcourt Sráid Fhearchair                      | Harcourt Sráid Fhearchair                      |
| U-Bahn-Strecke unter Wasserlauf Anfang Hochstrecke                              |  | Grand Canal                                    | Grand Canal                                    |
| U-Bahn-Haltepunkt / Haltestelle                                                 |  | Charlemont                                     | Charlemont                                     |
| U-Bahn-Haltepunkt / Haltestelle                                                 |  | Ranelagh Raghnallach                           | Ranelagh Raghnallach                           |
| U-Bahn-Strecke Ende Hochstrecke                                                 |  |                                                |                                                |
| U-Bahn-Haltepunkt / Haltestelle                                                 |  | Beechwood Coill na Feá                         | Beechwood Coill na Feá                         |
| U-Bahn-Haltepunkt / Haltestelle                                                 |  | Cowper                                         | Cowper                                         |
| U-Bahn-Haltepunkt / Haltestelle                                                 |  | Milltown Baile an Mhuilinn                     | Milltown Baile an Mhuilinn                     |
| U-Bahn-Brücke über Wasserlauf                                                   |  | River Dodder                                   | River Dodder                                   |
| U-Bahn-Haltepunkt / Haltestelle                                                 |  | Windy Arbour Na Glasáin                        | Windy Arbour Na Glasáin                        |
|                                                                                 |  | Dundrum Road                                   |                                                |
| U-Bahn-Haltepunkt / Haltestelle Ende Hochstrecke                                |  | Dundrum Dún Droma                              | Dundrum Dún Droma                              |
| U-Bahn-Tunnel                                                                   |  |                                                |                                                |
| U-Bahn-Haltepunkt / Haltestelle                                                 |  | Balally Baile Amhlaoibh                        | Balally Baile Amhlaoibh                        |
| U-Bahn-Tunnel                                                                   |  |                                                |                                                |
| U-Bahn-Haltepunkt / Haltestelle                                                 |  | Kilmacud Cill Mochuda                          | Kilmacud Cill Mochuda                          |
| U-Bahn-Haltepunkt / Haltestelle                                                 |  | Stillorgan Stigh Lorgan                        | Stillorgan Stigh Lorgan                        |
| U-Bahn-Bahnhof                                                                  |  | Sandyford Áth an Ghainimh                      | Sandyford Áth an Ghainimh                      |
|                                                                                 |  |                                                |                                                |
| U-Bahn-Strecke · U-Bahn-Betriebs-/Güterbahnhof Streckenende                     |  | Depot Sandyford                                | Depot Sandyford                                |
| U-Bahn-Haltepunkt / Haltestelle                                                 |  | Central Park An Pháirc Láir                    | Central Park An Pháirc Láir                    |
|                                                                                 |  | Motorway M50                                   |                                                |
| U-Bahn-Haltepunkt / Haltestelle                                                 |  | Glencairn Gleann an Chairn                     | Glencairn Gleann an Chairn                     |
| U-Bahn-Haltepunkt / Haltestelle                                                 |  | The Gallops An Eachrais                        | The Gallops An Eachrais                        |
| U-Bahn-Haltepunkt / Haltestelle                                                 |  | Leopardstown Valley Gleann Bhaile na Lobhar    | Leopardstown Valley Gleann Bhaile na Lobhar    |
| U-Bahn-Haltepunkt / Haltestelle                                                 |  | Ballyogan Wood Coill Bhaile Uí Ógáin           | Ballyogan Wood Coill Bhaile Uí Ógáin           |
|                                                                                 |  | Motorway M50                                   |                                                |
| ehemaliger U-Bahn-Haltepunkt / Haltestelle                                      |  | Racecourse An Ráschúrsa, außer Betrieb         | Racecourse An Ráschúrsa, außer Betrieb         |
| U-Bahn-Haltepunkt / Haltestelle                                                 |  | Carrickmines Carraig Mhaighin                  | Carrickmines Carraig Mhaighin                  |
| ehemaliger U-Bahn-Haltepunkt / Haltestelle                                      |  | Brennanstown Baile Uí Bhraonáin, außer Betrieb | Brennanstown Baile Uí Bhraonáin, außer Betrieb |
| U-Bahn-Tunnel                                                                   |  |                                                |                                                |
| U-Bahn-Haltepunkt / Haltestelle                                                 |  | Laughanstown Baile an Locháin                  | Laughanstown Baile an Locháin                  |
| U-Bahn-Haltepunkt / Haltestelle                                                 |  | Cherrywood Coill na Silíní                     | Cherrywood Coill na Silíní                     |
|                                                                                 |  | Wyattville Link Road                           |                                                |
| U-Bahn-Kopfbahnhof Streckenende                                                 |  | Bride’s Glen Gleann Bhríde                     | Bride’s Glen Gleann Bhríde                     |

| \| \| \| The Point Iosta na Rinne \| \| \| \| \| Spencer Dock Duga Spencer \| \| \| \| \| Mayor Square – NCI Cearnóg an Mhéara – CNÉ \| \| \| \| \| George’s Dock Duga Sheoirse \| \| \| \| \| Connolly Conghaile \| \| \| \| \| Busáras \| \| \| \| \| Green Line \| \| \| \| \| Abbey Street \| \| \| \| \| Green Line \| \| \| \| \| Jervis \| \| \| \| \| Four Courts Na Ceithre Cúirteanna \| \| \| \| \| Smithfield Margadh na Feírme \| \| \| \| \| Museum Ard Mhúaem \| \| \| \| \| River Liffey \| \| \| \| \| Heuston \| \| \| \| \| James’s Ospídéal San Séamas \| \| \| \| \| Fatima \| \| \| \| \| Rialto \| \| \| \| \| Grand Canal \| \| \| \| \| Suir Road Bhótar na Siúire \| \| \| \| \| Goldenbridge An Droichead Órga \| \| \| \| \| Drimnagh Droimeanach \| \| \| \| \| Blackhorse An Capall Dubh \| \| \| \| \| Bluebell An Gloigín Gorm \| \| \| \| \| Kylemore An Chill Mhór \| \| \| \| \| Motorway M50 (Redcow Interchange) \| \| \| \| \| Naas Road (Redcow Interchange) \| \| \| \| \| Red Cow An Bhó Dhearg \| \| \| \| \| Depot Red Cow \| \| \| \| \| Kingswood Coill an Rí \| \| \| \| \| Belgard \| \| \| \| \| \| \| \| \| \| Cookstown Baile an Chócaigh \| \| \| \| \| Hospital Ospidéal Thamhlachta \| \| \| \| \| Tallaght Tamhlacht \| \| \| \| \| Kehrgleis \| \| \| \| \| Fettercairn Fothair Chardain \| \| \| \| \| Cheeverstown Baile an tSíbhrigh \| \| \| \| \| Citywest Campus Campas Gnó Iarthar na Cathrach \| \| \| \| \| Fortunestownn Baile Uí Fhoirtcheirn \| \| \| \| \| Saggart Teach Sagard \| \| \| \| \| Kehranlage \| \| |  |                                                |                                                |
| U-Bahn-Kopfbahnhof Streckenanfang |  | The Point Iosta na Rinne                       | The Point Iosta na Rinne                       |
| U-Bahn-Haltepunkt / Haltestelle |  | Spencer Dock Duga Spencer                      | Spencer Dock Duga Spencer                      |
| U-Bahn-Haltepunkt / Haltestelle |  | Mayor Square – NCI Cearnóg an Mhéara – CNÉ     | Mayor Square – NCI Cearnóg an Mhéara – CNÉ     |
| U-Bahn-Haltepunkt / Haltestelle |  | George’s Dock Duga Sheoirse                    | George’s Dock Duga Sheoirse                    |
| U-Bahn-Kopfbahnhof Streckenanfang und quer · U-Bahn-Abzweig geradeaus, nach rechts und von rechts |  | Connolly Conghaile                             | Connolly Conghaile                             |
| U-Bahn-Haltepunkt / Haltestelle |  | Busáras                                        | Busáras                                        |
| U-Bahn-Strecke quer · U-Bahn-Kreuzung |  | Green Line                                     | Green Line                                     |
| U-Bahn-Haltepunkt / Haltestelle |  | Abbey Street                                   | Abbey Street                                   |
| U-Bahn-Strecke geradeaus und quer · U-Bahn-Kreuzung |  | Green Line                                     | Green Line                                     |
| U-Bahn-Haltepunkt / Haltestelle |  | Jervis                                         | Jervis                                         |
| U-Bahn-Haltepunkt / Haltestelle |  | Four Courts Na Ceithre Cúirteanna              | Four Courts Na Ceithre Cúirteanna              |
| U-Bahn-Haltepunkt / Haltestelle |  | Smithfield Margadh na Feírme                   | Smithfield Margadh na Feírme                   |
| U-Bahn-Haltepunkt / Haltestelle |  | Museum Ard Mhúaem                              | Museum Ard Mhúaem                              |
| U-Bahn-Brücke über Wasserlauf |  | River Liffey                                   | River Liffey                                   |
| U-Bahn-Bahnhof |  | Heuston                                        | Heuston                                        |
| U-Bahn-Haltepunkt / Haltestelle |  | James’s Ospídéal San Séamas                    | James’s Ospídéal San Séamas                    |
| U-Bahn-Haltepunkt / Haltestelle |  | Fatima                                         | Fatima                                         |
| U-Bahn-Haltepunkt / Haltestelle |  | Rialto                                         | Rialto                                         |
| U-Bahn-Brücke über Wasserlauf |  | Grand Canal                                    | Grand Canal                                    |
| U-Bahn-Haltepunkt / Haltestelle |  | Suir Road Bhótar na Siúire                     | Suir Road Bhótar na Siúire                     |
| U-Bahn-Haltepunkt / Haltestelle |  | Goldenbridge An Droichead Órga                 | Goldenbridge An Droichead Órga                 |
| U-Bahn-Haltepunkt / Haltestelle |  | Drimnagh Droimeanach                           | Drimnagh Droimeanach                           |
| U-Bahn-Haltepunkt / Haltestelle |  | Blackhorse An Capall Dubh                      | Blackhorse An Capall Dubh                      |
| U-Bahn-Haltepunkt / Haltestelle |  | Bluebell An Gloigín Gorm                       | Bluebell An Gloigín Gorm                       |
| U-Bahn-Haltepunkt / Haltestelle |  | Kylemore An Chill Mhór                         | Kylemore An Chill Mhór                         |
| |  | Motorway M50 (Redcow Interchange)              |                                                |
| |  | Naas Road (Redcow Interchange)                 |                                                |
| U-Bahn-Haltepunkt / Haltestelle |  | Red Cow An Bhó Dhearg                          | Red Cow An Bhó Dhearg                          |
| U-Bahn-Betriebs-/Güterbahnhof Streckenanfang und quer · U-Bahn-Abzweig geradeaus, nach rechts und von rechts |  | Depot Red Cow                                  | Depot Red Cow                                  |
| U-Bahn-Haltepunkt / Haltestelle |  | Kingswood Coill an Rí                          | Kingswood Coill an Rí                          |
| U-Bahn-Bahnhof |  | Belgard                                        | Belgard                                        |
| |  |                                                |                                                |
| U-Bahn-Strecke · U-Bahn-Haltepunkt / Haltestelle |  | Cookstown Baile an Chócaigh                    | Cookstown Baile an Chócaigh                    |
| U-Bahn-Strecke · U-Bahn-Haltepunkt / Haltestelle |  | Hospital Ospidéal Thamhlachta                  | Hospital Ospidéal Thamhlachta                  |
| U-Bahn-Strecke · U-Bahn-Haltepunkt / Haltestelle |  | Tallaght Tamhlacht                             | Tallaght Tamhlacht                             |
| U-Bahn-Strecke |  | Kehrgleis                                      | Kehrgleis                                      |
| U-Bahn-Haltepunkt / Haltestelle |  | Fettercairn Fothair Chardain                   | Fettercairn Fothair Chardain                   |
| U-Bahn-Haltepunkt / Haltestelle |  | Cheeverstown Baile an tSíbhrigh                | Cheeverstown Baile an tSíbhrigh                |
| U-Bahn-Haltepunkt / Haltestelle |  | Citywest Campus Campas Gnó Iarthar na Cathrach | Citywest Campus Campas Gnó Iarthar na Cathrach |
| U-Bahn-Haltepunkt / Haltestelle |  | Fortunestownn Baile Uí Fhoirtcheirn            | Fortunestownn Baile Uí Fhoirtcheirn            |
| U-Bahn-Haltepunkt / Haltestelle |  | Saggart Teach Sagard                           | Saggart Teach Sagard                           |
| |  | Kehranlage                                     |                                                |

| U-Bahn-Kopfbahnhof Streckenanfang                                                                            |  | The Point Iosta na Rinne                       | The Point Iosta na Rinne                       |
| U-Bahn-Haltepunkt / Haltestelle                                                                              |  | Spencer Dock Duga Spencer                      | Spencer Dock Duga Spencer                      |
| U-Bahn-Haltepunkt / Haltestelle                                                                              |  | Mayor Square – NCI Cearnóg an Mhéara – CNÉ     | Mayor Square – NCI Cearnóg an Mhéara – CNÉ     |
| U-Bahn-Haltepunkt / Haltestelle                                                                              |  | George’s Dock Duga Sheoirse                    | George’s Dock Duga Sheoirse                    |
| U-Bahn-Kopfbahnhof Streckenanfang und quer · U-Bahn-Abzweig geradeaus, nach rechts und von rechts            |  | Connolly Conghaile                             | Connolly Conghaile                             |
| U-Bahn-Haltepunkt / Haltestelle                                                                              |  | Busáras                                        | Busáras                                        |
| U-Bahn-Strecke quer · U-Bahn-Kreuzung                                                                        |  | Green Line                                     | Green Line                                     |
| U-Bahn-Haltepunkt / Haltestelle                                                                              |  | Abbey Street                                   | Abbey Street                                   |
| U-Bahn-Strecke geradeaus und quer · U-Bahn-Kreuzung                                                          |  | Green Line                                     | Green Line                                     |
| U-Bahn-Haltepunkt / Haltestelle                                                                              |  | Jervis                                         | Jervis                                         |
| U-Bahn-Haltepunkt / Haltestelle                                                                              |  | Four Courts Na Ceithre Cúirteanna              | Four Courts Na Ceithre Cúirteanna              |
| U-Bahn-Haltepunkt / Haltestelle                                                                              |  | Smithfield Margadh na Feírme                   | Smithfield Margadh na Feírme                   |
| U-Bahn-Haltepunkt / Haltestelle                                                                              |  | Museum Ard Mhúaem                              | Museum Ard Mhúaem                              |
| U-Bahn-Brücke über Wasserlauf                                                                                |  | River Liffey                                   | River Liffey                                   |
| U-Bahn-Bahnhof                                                                                               |  | Heuston                                        | Heuston                                        |
| U-Bahn-Haltepunkt / Haltestelle                                                                              |  | James’s Ospídéal San Séamas                    | James’s Ospídéal San Séamas                    |
| U-Bahn-Haltepunkt / Haltestelle                                                                              |  | Fatima                                         | Fatima                                         |
| U-Bahn-Haltepunkt / Haltestelle                                                                              |  | Rialto                                         | Rialto                                         |
| U-Bahn-Brücke über Wasserlauf                                                                                |  | Grand Canal                                    | Grand Canal                                    |
| U-Bahn-Haltepunkt / Haltestelle                                                                              |  | Suir Road Bhótar na Siúire                     | Suir Road Bhótar na Siúire                     |
| U-Bahn-Haltepunkt / Haltestelle                                                                              |  | Goldenbridge An Droichead Órga                 | Goldenbridge An Droichead Órga                 |
| U-Bahn-Haltepunkt / Haltestelle                                                                              |  | Drimnagh Droimeanach                           | Drimnagh Droimeanach                           |
| U-Bahn-Haltepunkt / Haltestelle                                                                              |  | Blackhorse An Capall Dubh                      | Blackhorse An Capall Dubh                      |
| U-Bahn-Haltepunkt / Haltestelle                                                                              |  | Bluebell An Gloigín Gorm                       | Bluebell An Gloigín Gorm                       |
| U-Bahn-Haltepunkt / Haltestelle                                                                              |  | Kylemore An Chill Mhór                         | Kylemore An Chill Mhór                         |
| |  | Motorway M50 (Redcow Interchange)              |                                                |
| |  | Naas Road (Redcow Interchange)                 |                                                |
| U-Bahn-Haltepunkt / Haltestelle                                                                              |  | Red Cow An Bhó Dhearg                          | Red Cow An Bhó Dhearg                          |
| U-Bahn-Betriebs-/Güterbahnhof Streckenanfang und quer · U-Bahn-Abzweig geradeaus, nach rechts und von rechts |  | Depot Red Cow                                  | Depot Red Cow                                  |
| U-Bahn-Haltepunkt / Haltestelle                                                                              |  | Kingswood Coill an Rí                          | Kingswood Coill an Rí                          |
| U-Bahn-Bahnhof                                                                                               |  | Belgard                                        | Belgard                                        |
| |  |                                                |                                                |
| U-Bahn-Strecke · U-Bahn-Haltepunkt / Haltestelle                                                             |  | Cookstown Baile an Chócaigh                    | Cookstown Baile an Chócaigh                    |
| U-Bahn-Strecke · U-Bahn-Haltepunkt / Haltestelle                                                             |  | Hospital Ospidéal Thamhlachta                  | Hospital Ospidéal Thamhlachta                  |
| U-Bahn-Strecke · U-Bahn-Haltepunkt / Haltestelle                                                             |  | Tallaght Tamhlacht                             | Tallaght Tamhlacht                             |
| U-Bahn-Strecke                                                                                               |  | Kehrgleis                                      | Kehrgleis                                      |
| U-Bahn-Haltepunkt / Haltestelle                                                                              |  | Fettercairn Fothair Chardain                   | Fettercairn Fothair Chardain                   |
| U-Bahn-Haltepunkt / Haltestelle                                                                              |  | Cheeverstown Baile an tSíbhrigh                | Cheeverstown Baile an tSíbhrigh                |
| U-Bahn-Haltepunkt / Haltestelle                                                                              |  | Citywest Campus Campas Gnó Iarthar na Cathrach | Citywest Campus Campas Gnó Iarthar na Cathrach |
| U-Bahn-Haltepunkt / Haltestelle                                                                              |  | Fortunestownn Baile Uí Fhoirtcheirn            | Fortunestownn Baile Uí Fhoirtcheirn            |
| U-Bahn-Haltepunkt / Haltestelle                                                                              |  | Saggart Teach Sagard                           | Saggart Teach Sagard                           |
| |  | Kehranlage                                     |                                                |

## Pläne für Neubaustrecken
- Die Planungsstrecke B2 ist eine Verlängerung der grünen Linie von Cherrywood am südlichen Ende. 2007 wurde eine 6,8 km lange Streckenführung entlang der Autobahn M11 vorgeschlagen, die an der Bray Daly Station im Badeort Bray endet.
- Die Planungsstrecke F beinhaltet die Anbindung von Lucan im Westen von Dublin an das Stadtzentrum. 2008 wurde eine Streckenführung vorgestellt, die teilweise die rote Linie mitnutzt. Der Planungsteil F1 verläuft vom Ort bis zur Anbindung an die Station Blackhorse und zweigt von der roten Linie nach sechs Stationen bei James's wieder ab, wo der Planungsteil F2 zum Geschäftszentrum College Green führt.
- Das MetroLink-Projekt beinhaltet die Umwandlung eines Teils der grünen Linie auf U-Bahn-Standard. Von Sandyford bis Charlemont sollen die Züge die vorhandene Strecke nutzen und danach unterirdisch ins Stadtzentrum von Dublin geleitet werden. Nach sechs Stationen soll die Tunnelstrecke enden, dann wird der Flughafen Dublin angebunden. Die Strecke wird nach Northside weitergeführt. Auf 17 km Strecke werden 14 neue Haltestellen errichtet. Die Strecke wird weiterhin mit Straßenbahnzügen bedient. die jedoch mindestens 60 Meter lang sein und im Zweiminutentakt verkehren sollen. Geplant ist, mit dem Bau 2021 zu beginnen und nach sechs Jahren etwa 2027 zu eröffnen.[38] Das Vorhaben ist umstritten. Effektiv würde die grüne Linie in zwei Teile zerschnitten. Der südliche Teil könnte von Bray zum Umsteigebahnhof Sandyford führen. Der nördliche Teil hat in St. Stephens Green einen Umsteigepunkt und würde im Charakter mehr einer Straßenbahn ähneln.

## Erwähnenswertes
Da der Name der Bahn Luas /luːəs/ fast wie der englische Name Lewis /luːɪs/ ausgesprochen wird, hat die Bahn in Dublin mittlerweile den Spitznamen Jerry Lee, in Anlehnung an den US-amerikanischen Musiker Jerry Lee Lewis.
Mit der Eröffnung der Erweiterung nach The Point und Bride’s Glen wurden die Zugansagen 2010 von Doireann Ní Bhriain neu eingesprochen, die eine bekannte Sprecherin, Radioproduzentin und Stimmtrainerin ist.
Die Stadt Cork hat ihre Pläne für eine Stadtbahn ebenfalls unter dem Namen Luas vorgestellt. Voraussichtlich ab 2031 werden dann 1 Milliarde Euro in eine 17 km lange Strecke von Ballincollig nach Mahon Point investiert. Für die veranschlagten 25 Stationen werden 46 Millionen Passagiere jährlich prognostiziert. Die Stadtbahn als Teil der Stadtplanung 2040 (Cork Metropolitan Area Transport Strategy 2040) wurde im Mai 2019 vorgeschlagen.